# 1724
1724 (MDCCXXIV) je bilo prestopno leto, ki se je po gregorijanskem koledarju začelo na soboto, po 11 dni počasnejšem julijanskem koledarju pa na sredo.

## Dogodki
- 1. januar

## Rojstva
- 22. april - Immanuel Kant, nemški filozof († 1804)
- 1. november - Mihalj Šilobod, hrvaški matematik († 1787)
- Janez Krstnik Schoettl, slovenski jezuit, matematik, astronom († 1777)
- John Michell, angleški astronom, geolog, filozof († 1793)